# Joseph Renzulli
Joseph Renzulli (n. 7 iulie 1936) este un psiholog american cunoscut astăzi în special pentru modelul celor 3 inele
Joseph Renzulli este profesor în educația supradotaților și dezvoltarea talentului  la Universitatea din Connecticut (unde a fost Director la Centrul de Cercetare Națională a Supradotaților și Talentaților). În martie 2000, a fost  unul dintre cei 6, cei mai renumiți profesori din Universitatea din Connecticut. A scris numeroase editoriale despre educația supradotaților, psihologia și cercetarea educațională, drept și educație. De asemena, a servit ca Asociat Superior în Cercetare pentru Investigațiile Casei Albe asupra educației pentru supradotați și talentați. Dr. Renzulli este partener în Asociația Psihologică Americană și a fost premiat de către Asociația Națională a copiilor supradotați și de către Universitatea din Connecticut, pentru cercetările și descoperirile sale.
Interesul său principal constă în identificarea și programarea modelelor pentru educația supradotaților, cât și îmbunătățirea generală a învățământului. Lucrarea sa “Modelul îmbunătățirii” (1977) a fost citată drept cea mai folosită abordare a programelor pentru supradotați, iar “Modelul celor 3 inele” - pe care l-a dezvoltat la începutul anilor 1970, este considerat de către mulți autori ca fiind baza unei abordări mai flexibile în identificarea și dezvoltarea tinerilor supradotați.
Dr. Renzulli a contribuit în literarura profesională cu multe cărți și articole (a fost un autor în serie - Seria Houghton Mifflin). Cele mai recente 3 cărți ale sale sunt: “Școli pentru dezvoltarea talentului: un plan practic pentru îmbunătățirea totală a învățământului” (1994) , “Modelul de îmbunătățire a învățământului: cum să ghidezi pentru excelență educațională” (1997) și “Portofoliul talentului total: un plan sistematic de identificare și cultivare a înzestrării și talentelor” (Purcell & Renzulli, 1998).
Deși Dr. Renzulli a generat milioane de dolari în cercetare și burse de pregătire, cel mai mare succes, de care este și foarte mândru, a fost Programul anual de vară la Universitatea din Connecticut, care a început în 1978 și a servit mai mult de 18000 de persoane din toată lumea. Stabilirea  programului Conexiune Mentală, din cadrul Universității din Connecticut este un program care încurajează elevii de liceu să lucreze alături de  cei mai importanți oameni de știință, istorici, artiști etc.